# تل أبو الندى

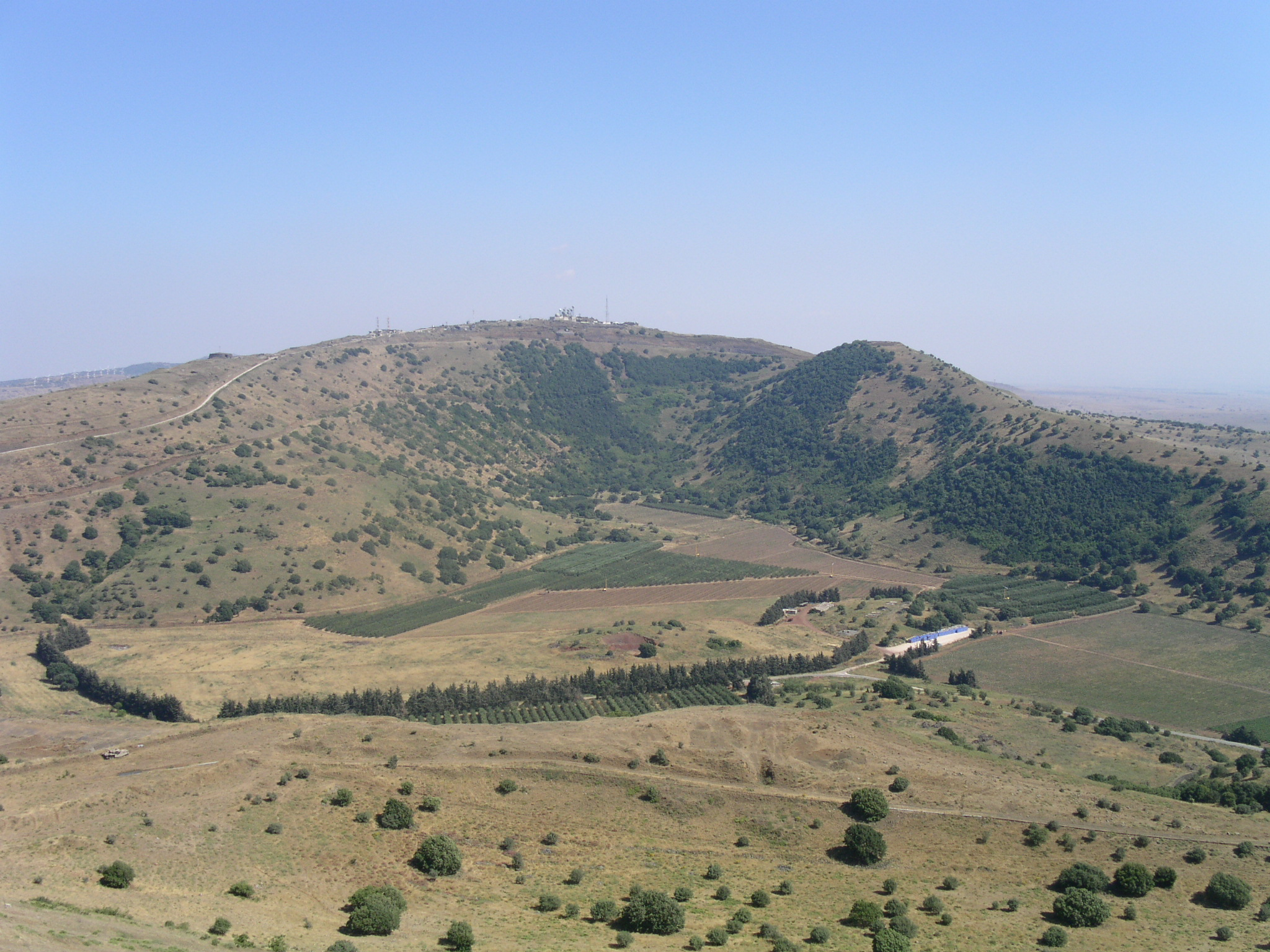
تل أبو الندى

تل أبو الندى (بالعبرية: הר אביטל‏) تل بركاني يقع في هضبة الجولان ويبلغ ارتفاعه 1,204 متر (3,950 قدم) وهو أعلى تلال الجولان تتوسطه فوهة كبيرة ويبعد 2.5 كم عن تل العرام. احتلته إسرائيل في حرب 1967 وحولت سفوحه إلى موقع سياحي وأقامت على قمته قاعدة عسكرية تضم شبكة رصد متطورة وقاعدة صواريخ وملاجئ.